# خمرودوئیه (زرند)
خمرودوئیه یک روستا در ایران است که در شهرستان زرند استان کرمان واقع شده‌است.

## جمعیت
این روستا در دهستان حتکن قرار دارد و براساس سرشماری مرکز آمار ایران در سال ۱۳۸۵، جمعیت آن ۱۶ نفر (۷ خانوار) بوده‌است.